# Limnephilus morrisoni
Limnephilus morrisoni är en nattsländeart som beskrevs av Banks 1920. Limnephilus morrisoni ingår i släktet Limnephilus och familjen husmasknattsländor. Inga underarter finns listade i Catalogue of Life.